# Заможное (Запорожская область)
Заможное (укр. Заможне) — село,
Жовтневый сельский совет,
Токмакский район,
Запорожская область,
Украина.
Код КОАТУУ — 2325281202. Население по переписи 2001 года составляло 132 человека.

## Географическое положение
Село Заможное находится на правом берегу реки Чингул,
выше по течению на расстоянии в 1,5 км расположено село Шевченково,
ниже по течению на расстоянии в 3,5 км расположен город Молочанск,
на противоположном берегу — город Токмак.
Река в этом месте извилистая, образует лиманы и старицы.

## История
- Лютеранское село Альт-Мунталь (нем. Alt-Muntal) основано в 1805 году 30-ю семьями из Прусской Польши, Бранденбурга и Мекленбурга.
- В 1809 году переселилось ещё 20 семей из Бадена и Эльзаса.
- В 1941 году депортировано мужское население села в возрасте от 16 до 60 лет.
- В июле 1943 года жители выселены в Вартегау[2].
- В 1945 г. переименовано в Заможное[3].

## Достопримечательности
Недалеко от села находится половецкое погребение второй четверти — середины XIII века — Чингульский курган.